# 世界福音同盟
世界福音同盟（せかいふくいんどうめい、英: World Evangelical Alliance、略称はWEA）は、1896年にイギリスにおいて創設された、エバンジェリカル・アライアンスをもとに世界的に発展してきた福音主義教会の世界的連合体。1951年に現在の名称をとる。
宣教委員会、信仰の自由委員会、神学委員会、女性委員会、青年委員会、情報技術委員会によって構成される。公式ウェブサイトでは英語、フランス語、ドイツ語、スペイン語、中国語、日本語、韓国語により世界の福音派の現状を伝えている。
総主事はトーマス・シルマッハー氏（ドイツ）、副総主事はペイロン・リン氏（シンガポール）、サミュエル・チェン氏（台湾）